# Pehčevo (kommun)
Pehčevo (makedonska: Пехчево) är en kommun i Nordmakedonien. Den ligger i den östra delen av landet, 130 kilometer öster om huvudstaden Skopje. Antalet invånare är 5 517. Arean är 207 kvadratkilometer. Huvudort är Pehčevo.